# Felicity (Trinidad y Tobago)
Felicity es una localidad de Trinidad y Tobago, que forma parte del borough de Chaguanas.

## Geografía
La localidad abarca parte de la isla Trinidad y limita al norte con Bejucal (San Juan-Laventille) y Charlieville, al sur con Brickfield y Butler Village (ambas de la región de Couva-Tabaquite-Talparo), al este con Petersfield y al oeste con Bejucal y el golfo de Paria.

## Demografía
Datos demográficos de la localidad de Felicity:
| Gráfica de evolución demográfica de Felicity entre 2000 y 2011 |
|                                                                |